# Phoroncidia kibonotensis
Phoroncidia kibonotensis är en spindelart som först beskrevs av Albert Tullgren 1910.  Phoroncidia kibonotensis ingår i släktet Phoroncidia och familjen klotspindlar. Utöver nominatformen finns också underarten P. k. concolor.